# Calymmanthium substerile
A Calymmanthium substerile a kaktuszfélék (Cactaceae) családjának és a kaktuszformák (Opuntioideae) alcsaládjának egy faja, a Calymmantheae nemzetségcsoportba és a Calymmanthium nemzetsébe sorolt egyetlen faj.